# Luca Bucci
Luca Bucci (* 13. März 1969 in Bologna) ist ein ehemaliger italienischer Fußballtorhüter.

## Karriere

### Im Verein
Luca Bucci begann seine Karriere im Jahr 1986 beim AC Parma. Ein Jahr später wurde er an Pro Patria Calcio verliehen, kurz darauf an Rimini Calcio. Zwischen 1988 und 1990 spielte er wieder bei Parma. Danach wechselte er zu Casertana. 1992 nahm ihn AC Reggiana unter Vertrag.
Zur Saison 1993/94 wechselte Luca Bucci wieder zum AC Parma, wo er sofort Stammtorwart wurde und unter Trainer Nevio Scala am 29. August 1993 gegen Udinese Calcio zu seinem Debüt in der Serie A kam. Im weiteren Saisonverlauf erreichte er mit Parma das Finale des Europapokals der Pokalsieger, in dem man dem englischen Vertreter FC Arsenal mit 0:1 unterlag. 1994/95 stand Luca Bucci mit dem AC Parma im Finale des UEFA-Pokals, wo sich der emilianische Klub mit 1:0 und 1:1 gegen den italienischen Rekordmeister Juventus Turin durchsetzte. Außerdem gelang ihm mit den Gialloblù Rang zwei hinter Juventus in der Serie A die bis dahin beste Platzierung der Vereinsgeschichte. In der Saison 1996/97 wurde Bucci vom damals 18-jährigen Gianluigi Buffon auf die Ersatzbank verdrängt, was ihn dazu bewog, zuerst leihweise zum AC Perugia zu wechseln und 1998 einen Vertrag beim zweitklassigen Torino Calcio zu unterzeichnen.
In Turin war Luca Bucci sechs Jahre lang Stammtorwart und stieg zweimal als Sieger der Serie B in Italiens höchste Spielklasse auf. Im Jahr 2003 wechselte er zum FC Empoli. Ein Jahr später kehrte der Torwart zu seinem Stammverein AC Parma zurück. Dort ersetzte er anfangs den nach Turin gewechselten Ersatzkeeper Gianluca Berti und war danach wieder drei Jahre lang Stammtorwart.
Am Ende der Saison 2007/08, in der der emilianische Klub nach 18 Jahren Serie A wieder in die zweite Liga abstieg, bot der FC Parma (ehemals AC Parma) Bucci eine Stelle im Management des Vereins an. Er lehnte diese jedoch ab und entschied sich stattdessen, seine aktive Laufbahn noch fortzusetzen. Am 6. Februar 2009 unterschrieb Luca Bucci, der bis dahin vereinslos war, einen Kontrakt beim Erstligisten SSC Neapel, der nach der Verletzung seiner Torhüter Gennaro Iezzo und Matteo Gianello noch dringend einen erfahrenen Ersatzmann suchten. Am 19. April 2009 debütierte Bucci, mittlerweile 40-jährig, beim 2:0-Sieg im Serie-A-Spiel gegen Cagliari Calcio für die Partenopei. Dies war gleichzeitig sein letztes Pflichtspiel als Profi, kurz darauf gab er sein Karriereende bekannt.

### In der Nationalmannschaft
Luca Bucci absolvierte zwischen 1994 und 1995 insgesamt drei Länderspiele für Italien. Sein Debüt gab er am 21. Dezember 1994 beim 3:1-Sieg gegen die Türkei. Der Torwart stand in Arrigo Sacchis Kader bei der Weltmeisterschaft 1994 in den USA und der Europameisterschaft 1996 in England, kam bei beiden Turnieren aber nicht zum Einsatz.

## Erfolge
- Italienische Serie-B-Meisterschaft: 1989/90 (mit dem AC Parma), 1992/93 (mit dem AC Reggiana), 1998/99, 2000/01 (mit Torino Calcio)
- UEFA-Pokal: 1994/95 (mit dem AC Parma)
- UEFA Super Cup: 1995 (mit dem AC Parma)